# تباطؤ الإطار المرجعي

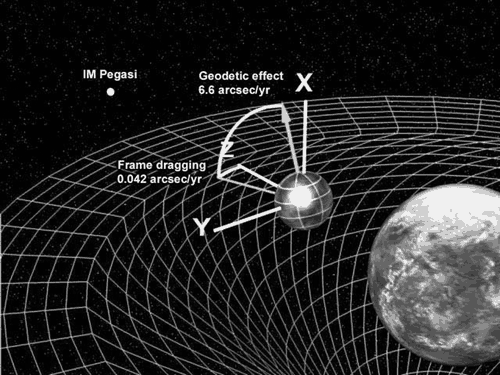
تاثير انحناء الزمكان على جيروسكوب في مدار حول الأرض.

تباطؤ الإطار المرجعي في الفيزياء (بالإنجليزية:frame-dragging) تتنبأ نظرية النسبية العامة لأينشتاين بأن دوراة جرم حول محوره يؤثر على الزمكان بطريقة تعرف «بتباطؤ الإطار المرجعي». صاغ أينشتاين النظرية النسبية العامة عام 1915 وكان أول حساب لتعيين هذا التأثير في عام 1918 قام به الفيزيائيان النمساويان جوزيف لينز وهانز ثيرينج، ولذلك يعرف أيضا بتأثير لينز-ثيرينج.
تنبأ الاثنان من خلال دراستهم للنظرية النسبية العامة بأن دوران جسم كبير الكتلة حول محوره سوف يحدث خلالا في الزمكان يؤثر على مدار حبيبة تدور حول الجسم الكبر. هذا التأثير لا يحدث طبقا لميكانيكا نيوتن حيث تعتبر أن جاذبية الجسم تعتمد فقط على كتلته وليس على دورانه. ويكون تأثير لينز-ثيرينج ضعيفا وهو يعادل 1 / ترليون.
نحتاج لقياس هذا الـأثير الضعيف لإجراء التجربة على جرم كبير أو بناء جهاز قياس بالغ الدقة. ينتج عن ذلك التأثير تيار للكتلة والطاقة يعرف بمغناطيسية الجاذبية وهي ظاهرة مماثلة لما يحدث في نظرية ماكسويل للمغناطيسية الكهربائية.

## تأثير تباطؤ الإطار المرجعي
يظهر تاثير تباطؤ الإطار المرجعي في حالة دوران جسم صغير بالقرب من جرم كبير يدور حول محوره. وطبقا لهذا التأثير يكون الإطار المرجعي الذي تدق فيه ساعة بأسرع ما يكون هو الإطار الذي يدور فيه الجسم حول الجرم كما يراه مشاهد عن بعد. وهذا يعني أيضا أن الضوء الصادر من جزء الجرم المتحرك في اتجاه المشاهد سيكون أسرع من الضوء الصادر من طرف الجرم الدوار في عكس اتجاه الضوء القادم إلى المشاهد. وقد درس هذا التأثير عمليا بوساطة مسبار الجاذبية، وأثبتت التجربة صحته. وتعتبر تلك التجربة من أحد التجارب مؤيدة لصحة تنبؤات للنظرية النسبية.

## شواهد فلكية
قد تقدم النفاثات العظيمة السرعة المنطلقة من ثقب أسود والتي تسمى «نفاثات سرعة الضوء» Relativistic jet إثبات للقوى الناتجة عن تأثير لينز-ثيرينج عند انطلاقها من ثقب أسود يدور حول محوره
بافتراض طريقة إصدار الطاقة التي اقترحها الفيزيائي البريطاني روجر بنروز 
لتفسير ظاهرة نفاثات سرعة الضوء التي تصدر من الثقب الأسود.
من ناحية أخرى قام الفيزيائي ريفا ويليامز بافتراض نموذج آخر مبين على تأثير مغناطيسية الجاذبية لتفسير مشاهدتنا الفلكية لصدور جسيمات أولية عالية الطاقة تقدر ببلايين إلكترون فولت ~GeV التي تصدرها النجوم الزائفة وحوصلة المجرات النشطة، واصدار أشعة إكس وأشعة غاما وإلكترونات وبوزيترونات ناتجة من إنتاج زوجي تخرج من قطبي محور الدوران للثقب الأسود وتناظر النفاثتين الصادرتين منه.